# Alois Landfras
Alois Josef Landfras (27. dubna 1797, Jindřichův Hradec – 9. května 1875, tamtéž) byl český knihtiskař, překladatel z němčiny, nakladatel a jindřichohradecký starosta.

## Život
Alois Landfras se narodil v Jindřichově Hradci jako syn knihtiskaře Josefa Landfrase. Roku 1826 převzal otcův podnik. Zřídil pobočku své tiskárny v Táboře, Českých Budějovicích a Plzni. V Jindřichově Hradci si roku 1827 nechal architektem Josefem Schafferem postavit empírovou vilu a přebudovat tiskárnu. Firma vydávala především zábavnou a naučnou literaturu, ale dostávala také pravidelné zakázky od místního magistrátu. Výroba zde probíhala nejprve pomocí metody kamenotisku s použitím tiskové formy bez reliéfu. Roku 1844 však byly původní tiskařské stroje nahrazeny třemi moderními rychlolisy. V tiskárně se též vydával humoristický list Václava Radomila Krameria Hacafírek v kacabajce a časopis Neuhauser Allgemeiner Anzeiger, později Neuhauser Wochenblatt a Neuhauser Wochenpost. Alois Landfras působil také na místním gymnáziu a v Jindřichově Hradci založil knihovnu i nakladatelství. Mezi lety 1850 a 1861 byl jindřichohradeckým starostou. Rovněž se věnoval překládání z němčiny. Roku 1858 předal firmu svému synovi Vilému Antonínovi Landfrasovi, až do své smrti mu však s podnikem pomáhal. Firma nesla název A. J. Landfras a syn později A. Landfras a syn. Alois Josef Landfras zemřel 9. května 1875 v Jindřichově Hradci.